# Suzhousaurus megatherioides
Il suzhousauro (Suzhousaurus megatherioides) è un dinosauro saurischio, appartenente ai terizinosauri. Visse nel Cretaceo inferiore (Aptiano/Albiano, circa 115 milioni di anni fa) e i suoi resti fossili sono stati ritrovati in Cina.

## Descrizione
Questo dinosauro è conosciuto grazie a un paio di scheletri incompleti privi di cranio, ritrovati nel gruppo Xinminpu nel Gansu (Cina settentrionale). Tra i resti vi sono numerose vertebre, un omero, parte del bacino e parte delle zampe posteriori. Le dimensioni dell'omero (lunghezza 55 centimetri) indicano che Suzhousaurus poteva raggiungere una taglia notevole, soprattutto se rapportata a quella di altri terizinosauri del Cretaceo inferiore come Beipiaosaurus e Falcarius. L'aspetto di questo animale doveva essere quello di un tipico terizinosauro, con un collo allungato, una testa piccola e un corpo ampio sorretto da zampe posteriori robuste. Gli arti anteriori erano forti e dotati di lunghi artigli.

## Classificazione
Descritto per la prima volta nel 2007, Suzhousaurus è stato attribuito ai terizinosauri, un gruppo di dinosauri teropodi dalle notevoli specializzazioni, probabilmente erbivori. Lo studio (Li et al., 2007) indica attraverso un'analisi cladistica che Suzhousaurus era un terizinosauro relativamente basale, più derivato di Falcarius e Beipiaosaurus ma non quanto Alxasaurus e i veri terizinosauridi. Si suppone che Suzhousaurus fosse strettamente imparentato con Nothronychus, un terizinosauro nordamericano vissuto all'inizio del Cretaceo superiore. Insieme all'animale noto come "Nanshiungosaurus" bohlini (proveniente dalla stessa unità stratigrafica), Suzhousaurus è uno dei più grandi terizinosauri del Cretaceo inferiore. L'epiteto specifico, megatherioides, fa riferimento a Megatherium, il grande bradipo terricolo del Pleistocene americano, dotato anch'esso di forti braccia e di grandi artigli anteriori.